# 美国国际宗教自由委员会
美國国际宗教自由委员会（英語：United States Commission on International Religious Freedom）屬於美国联邦政府，是一個跨党派的独立运作机构，其主要职能是监督觀察世界各国的宗教自由现况、是否有违反宗教自由的情況，於每年7月發佈《年度国际宗教自由报告》，並向美国总统、美国国务院、美国国会提出政策建议。
其組織成立依據為《1998年国际宗教自由法案》，由聯邦提供全部预算，全體人员也屬联邦员工身分。8名委员分别由美国总统及联邦参议院、眾議院的领袖任命。目前這屆的委员組成，包括基督教、犹太教、伊斯兰教等不同宗教的知名信仰者。

## 外部連結
- USCIRF 官方網站 （页面存档备份，存于）